# Филинский (Ростовская область)
Филинский — хутор в Родионово-Несветайском районе Ростовской области.
Входит в состав Барило-Крепинского сельского поселения.

## География
На хуторе имеется одна улица — Чехова.

## Население
| 2010 | 2018 |
| ---- | ---- |
| 53   | ↘40  |

## Археология
Рядом с хутором Филинским находятся:
- Курганная группа «Филинский I» (7 курганов) — в 3,0 км к юго-востоку от хутора.
- Курган «Филинский II» — в 1,3 км к юго-западу от хутора.